# Сольдадо, Роберто
Робе́рто Сольда́до Ри́льо (исп. Roberto Soldado Rillo; 27 мая 1985, Гандия) — испанский футболист, нападающий.

## Клубная карьера
Роберто Сольдадо присоединился к мадридскому «Реалу» в 14 лет, после того как покинул «Дон Боско» (клуб региональной лиги автономного сообщества Валенсия). Год за годом он продвигался через юношеские команды «Реала». Был одним из ключевых игроков «Реал Мадрид Кастилья» в то время, когда дубль «Реала» смог выйти в лигу Сегунда. Забив в сезоне 2005/06 19 голов, Роберто получил Трофей Сарры и помог команде удержаться во второй лиге испанского чемпионата. В этом же году он дебютировал в первой команде в играх Примеры, также он появлялся на поле и в Лиге чемпионов, сумел отметиться в обоих турнирах забитыми голами.
Сезон 2006/07 Сольдадо провёл в «Осасуне», куда был отдан для получения игровой практики и опыта игр в Примере. В играх за «Осасуну» Роберто забил 14 голов и стал одним из открытий сезона. Сезон 2007/08 оказался для молодого форварда куда менее удачным: реальной конкуренции Руду ван Нистелрою, получившему в предыдущем сезоне титул «Пичичи» (самый результативный игрок испанской Примеры), Роберто составить не удалось. Летом 2008 года Сольдадо покинул «Реал» и перебрался в «Хетафе».
В зимнее трансферное окно сезона 2009/10 появилась информация, что по окончании сезона Роберто может вернуться в родной город, заменив в «Валенсии» одного из лидеров команды, лучшего бомбардира клуба второй половины 2000-х — Давида Вилью. 9 июня 2010 года стало известно, что «Хетафе» и «Валенсия» достигли соглашения о переходе Роберто Сольдадо. Контракт, обошедшийся «Валенсии» в 10 млн евро, был рассчитан на четыре года. По итогам сезона 2011/12 Роберто Сольдадо, исполнявший обязанности вице-капитана «Валенсии», забил 17 мячей, став не только лучшим бомбардиром клуба, но и завоевав Трофей Сарры лиги Примера. Роберто стал первым в истории испанского футбола игроком, кому удалось добиться такого успеха в обеих профессиональных испанских лигах. 23 октября 2012 года в матче 3-го тура Лиги Чемпионов Роберто сделал хет-трик в ворота белорусского БАТЭ. Благодаря голам Сольдадо «Валенсия» уверенно победила со счётом 3:0 и поднялась на первое место в своей группе.
1 августа 2013 года официальный сайт лондонского «Тоттенхэма» объявил о переходе нападающего за 30 млн евро. 18 августа в первом матче за «Тоттенхэм» Сольдадо открыл счёт голам за новый клуб, реализовав пенальти в ворота «Кристал Пэлас». 14 августа 2015 года перешёл в «Вильярреал». 11 августа 2017 года Сольдадо перешел в «Фенербахче». Сумма трансфера составила 10 миллионов евро. Испанец заключил контракт по схеме «2+1». В сезоне 2017/18 Сольдадо вышел на поле в 26 играх и забил 9 мячей. В 2019 году перешёл в «Гранаду».

## Карьера в сборной
Роберто Сольдадо вызывался в юношеские сборные Испании всех возрастов, за 6 лет проведя в составе национальной команды 41 матч и отметившись 26 голами. В 2007 году молодой форвард впервые получил вызов в основную национальную сборную, на отборочные матчи чемпионата Европы против сборных Латвии и Лихтенштейна. Несмотря на то, что Сольдадо сыграл в обоих матчах, на которые вызывался, в списке игроков, вызванных в сборную Испании для участия в финальном турнире чемпионата Европы, Роберто не оказалось.
В феврале 2012 года главный тренер сборной Испании Висенте Дель Боске после почти пятилетнего перерыва вызвал Роберто на товарищеский матч против Венесуэлы. Сольдадо вышел на поле в начале второго тайма вместо Фернандо Льоренте и отметил своё возвращение в национальную команду хет-триком. Сборная Испании одержала победу со счётом 5:0.

## Достижения
«Реал Мадрид»
- Чемпион Испании: 2007/08

Сборная Испании
- Чемпион Европы среди юниоров: 2004

Личные
- Обладатель Трофея Сарры (Сегунда): 2005/06
- Обладатель Трофея Сарры (Примера): 2011/12